# Stecki 401
Stecki 401 ist eine Hörspiel-Serie des Kinderpsychologen Hassan Refay, der 15 Jahre lang als Schulpsychologe im Schul- und Kindergartenbereich in Berlin tätig war. Die Hörspielreihe erschien von 1980 bis 1982 erstmals auf Musikcassette. Sie wurde später im MP3-Format wieder veröffentlicht. Sie stellt ein komplettes Entspannungs- und Konzentrationprogram mit 12  Hörgeschichten nach den Grundlagen des autogenen Trainings für Kinder dar. Die 12  Geschichten  sollen die Kinder so stark fesseln, dass sie jede einzelne Phase aktiv miterleben und so spielend ein echtes Konzentrations- und Entspannungstraining absolvieren. Die  Konzentrationsübungen sind für vier- bis zwölfjährige Jungen und Mädchen gleichermaßen geeignet.
In der Familientherapie und in der Suchtberatung finden die Geschichten Anwendung.

## Handlung
Stecki 401 ist ein Junge vom fernen Planeten Utanus. Er landet eines Tages mit seinem geheimnisvollen Raumschiff PiPau auf unserer Erde. Zwei Kinder überwinden ihre Angst vor ihm und werden seine Freunde. Stecki 401 ist sehr klug. Er besitzt ein Computergehirn, spricht alle Sprachen der Welt, kann sich unsichtbar machen, fliegen und tauchen, nur fühlen wie ein Mensch kann er nicht. Stecki 401 hilft den Kindern auf lustige und phantasievolle Weise, mit ihren täglichen Problemen fertig zu werden. Dafür versuchen sie ihm zu vermitteln, wie Menschen fühlen.

## Folgenindex
- 1 – Stecki 401 landet auf der Erde, Marcato[8] ISBN 978-1-956294-00-2.
- 2 – Stecki 401 braucht Hilfe, ISBN 978-1-956294-01-9.
- 3 – Die Notlandung, ISBN 978-1-956294-02-6.
- 4 – Tim braucht Hilfe, ISBN 978-1-956294-03-3.
- 5 – Stecki 401 in der Schule, ISBN 978-1-956294-04-0.
- 6 – Die Geheimreise, ISBN 978-1-956294-05-7.
- 7 – Stecki 401 im Supermarkt, ISBN 978-1-956294-06-4.
- 8 – Stecki 401 as Detektiv, ISBN 978-1-956294-07-1.
- 9 – Stecki 401 im Zirkus, ISBN 978-1-956294-08-8.
- 10 – Stecki 401 im Krankenhaus, ISBN 978-1-956294-09-5.
- 11 – Stecki 401 auf dem Fußballplatz, ISBN 978-1-956294-10-1. (1982)[9]
- 12 – Stecki 401 und die Bankräuber, ISBN 978-1-956294-11-8.

## Auszeichnungen
Die gesamte Hörspielserie wurde seit 1980 schon über 3.500.000 Mal verkauft. Getestet von Barbara Kastrup, Stecki 401 wurde auf den Nachrichtenseiten von Stiftung Warentest vorgestellt, sowie in Rundfunkanstalten „Sender Freies Berlin“, „Berliner Zeitung“, „Welt am Sonntag“, „Eltern“, u. v. a.